# The Return of the World's Greatest Detective
Pour plus de détails, voir Fiche technique et Distribution.
The Return of the World's Greatest Detective est un téléfilm américain de Dean Hargrove, diffusé sur la NBC en 1976.

## Synopsis
Sherman Holmes, un motard du LAPD a été blessé à la tête quand sa moto lui est tombé dessus alors qu'il était en train de lire les œuvres complètes de Sherlock Holmes. Lorsqu'il se réveille du coma, il se prend pour Sherlock Holmes au point de se vêtir comme lui, et il semble aussi avoir acquis un grand esprit de déduction. Le docteur Joan Watson, la psychiatre qui doit l'aider, va être entraînée par lui dans la résolution d'affaires criminelles impliquant un juge...

## Fiche technique
- Titre original : The Return of the World's Greatest Detective
- Réalisation : Dean Hargrove
- Scénario : Dean Hargrove, Roland Kibbee
- Direction artistique : William L. Campbell
- Décors : Edward M. Parker
- Costumes : George Whittaker
- Photographie : William Mendenhall
- Son : Harold Lewis
- Montage : John Kaufman
- Musique : Dick DeBenedictis
- Production : Dean Hargrove, Roland Kibbee
- Société de production : Universal TV
- Société de distribution : NBC
- Pays d’origine :  États-Unis
- Langue originale : anglais
- Format : couleur (Technicolor) — 35 mm — 1,33:1 — son Mono
- Genre : Comédie policière
- Durée : 74 minutes
- Dates de sortie :  États-Unis : 16 juin 1976

## Distribution
- Larry Hagman : Sherman Holmes
- Jenny O'Hara : Dr. Joan Watson
- Nicholas Colasanto : Lieutenant Nick Tinker
- Woodrow Parfrey : Himmel
- Helen Verbit : la propriétaire du logement
- Ivor Francis (en) : Spiner
- Charles Macaulay : Juge Clement Harley
- Ron Silver : Dr Collins
- Sid Haig : Vince Cooley
- Booth Colman : Psychiatre
- Lieux Dressler : Mrs Slater